# Alypia bimaculata
Alypia bimaculata är en fjärilsart som beskrevs av Gmelin 1791. Alypia bimaculata ingår i släktet Alypia och familjen nattflyn. Inga underarter finns listade i Catalogue of Life.